# Gigean
Gigean (okzitanisch Gijan) ist eine Gemeinde im Département Hérault in der Region Okzitanien in Südfrankreich. Sie hat 6559 Einwohner (Stand: 1. Januar 2022) und gehört zum Arrondissement Montpellier sowie zum Kanton Frontignan. Die Einwohner werden Gigeannais und Gigeannaises genannt.

## Geographie
Gigean liegt am nördlichen Rand des Gardiolemassivs zwischen den Mourehügeln etwa 18 Kilometer südwestlich von Montpellier. Umgeben wird Gigean von den Nachbargemeinden Cournonsec im Norden, Fabrègues im Nordosten, Vic-la-Gardiole im Osten, Frontignan im Südosten, Balaruc-le-Vieux im Süden und Südwesten, Poussan im Westen und Montbazin im Nordwesten.
Durch die Gemeinde führt die Autoroute A 9.
Gigean liegt im Weinbaugebiet Vin de pays des Collines de la Moure.

## Bevölkerungsentwicklung
| Jahr      | 1962 | 1968 | 1975 | 1982 | 1990 | 1999 | 2006 | 2017 |
| --------- | ---- | ---- | ---- | ---- | ---- | ---- | ---- | ---- |
| Einwohner | 1704 | 1847 | 2135 | 2021 | 2529 | 3552 | 4972 | 6426 |

## Sehenswürdigkeiten
- Frühere Abtei Saint-Félix-de-Montceau auf dem Gardiolemassiv aus dem 12. Jahrhundert, in gotischem Stil erbaut, zunächst Benediktiner-, dann Zisterzienserkloster, später wieder Benediktinerkloster, nur noch als Ruinen erhalten, Ruinen der Kirche Saint-Félix-de-Montceau seit 1925 als Monument historique eingeschrieben
- Kirche Saint-Génies aus dem 13. Jahrhundert
- Ehemalige Kirche Saint-Génies mit Ursprüngen aus dem 11. Jahrhundert
- Haus, genannt „Abescat“ aus dem Mittelalter, im 17. Jahrhundert umgestaltet, seit 2016 als Monument historique eingeschrieben
- Kapelle der Brüderschaft der Pénitents blancs

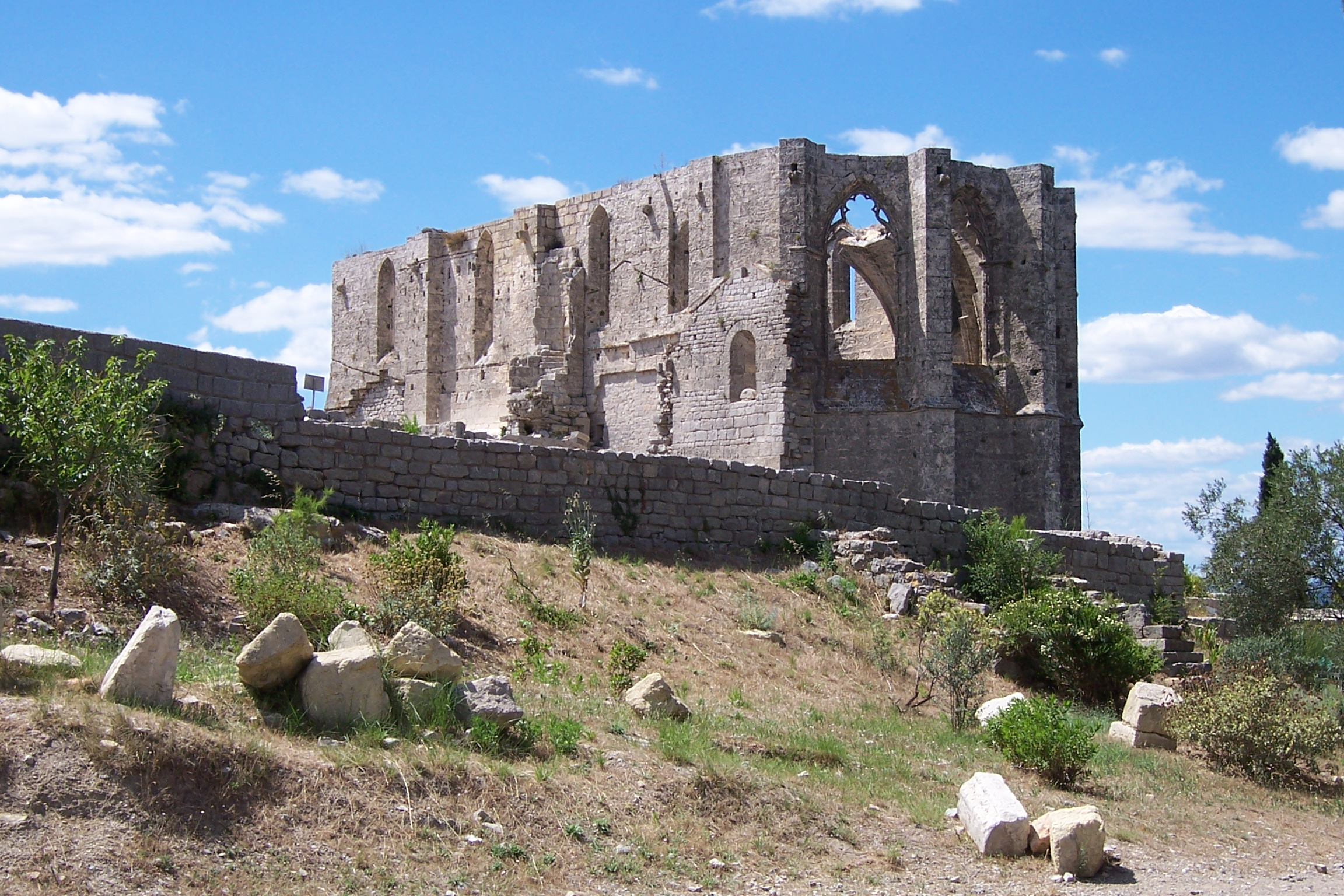
Abtei Saint-Félix-de-Montceau
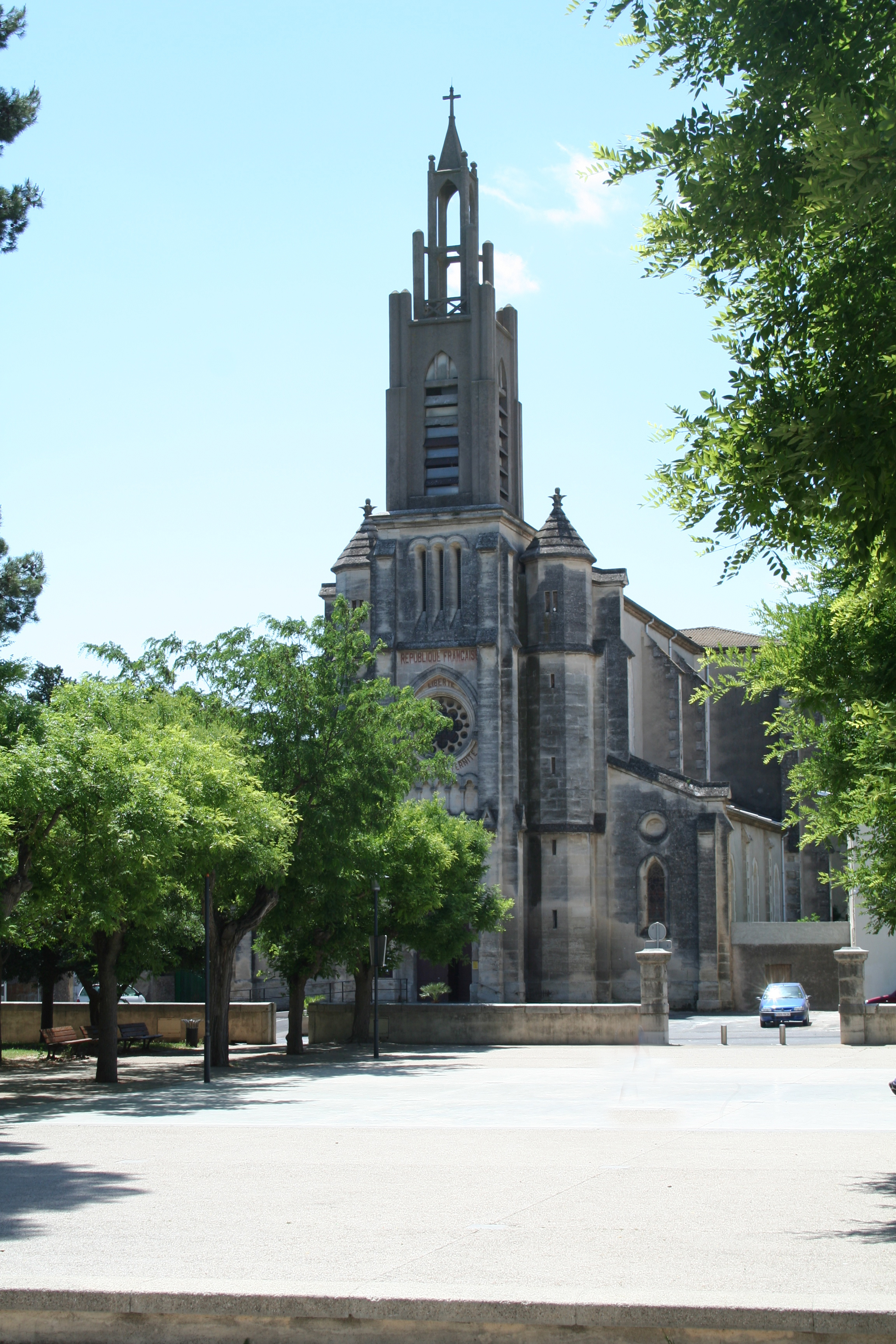
Kirche Saint-Génies
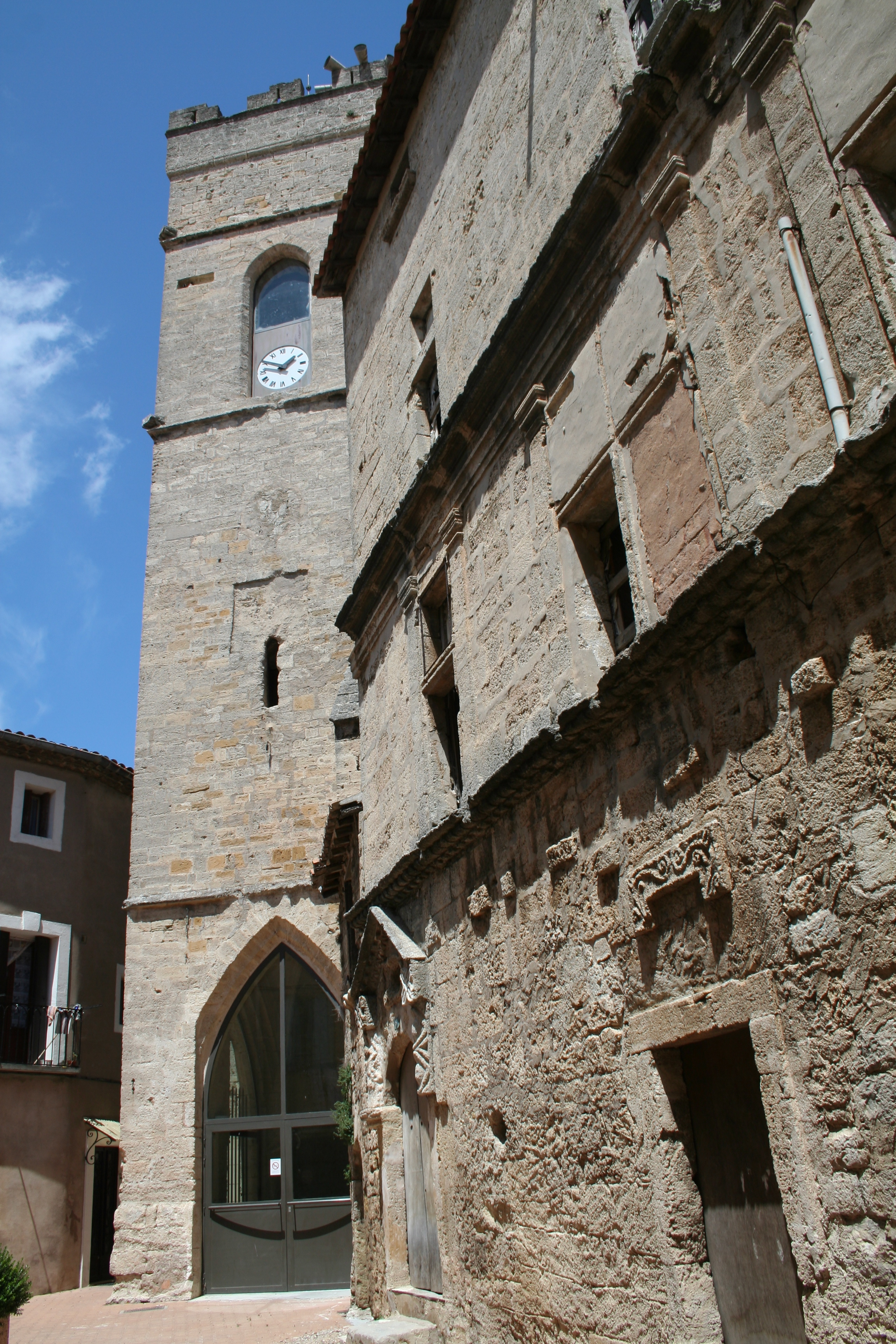
Glockenturm der ehemaligen Kirche Saint-Génies, rechts das Haus Abescat
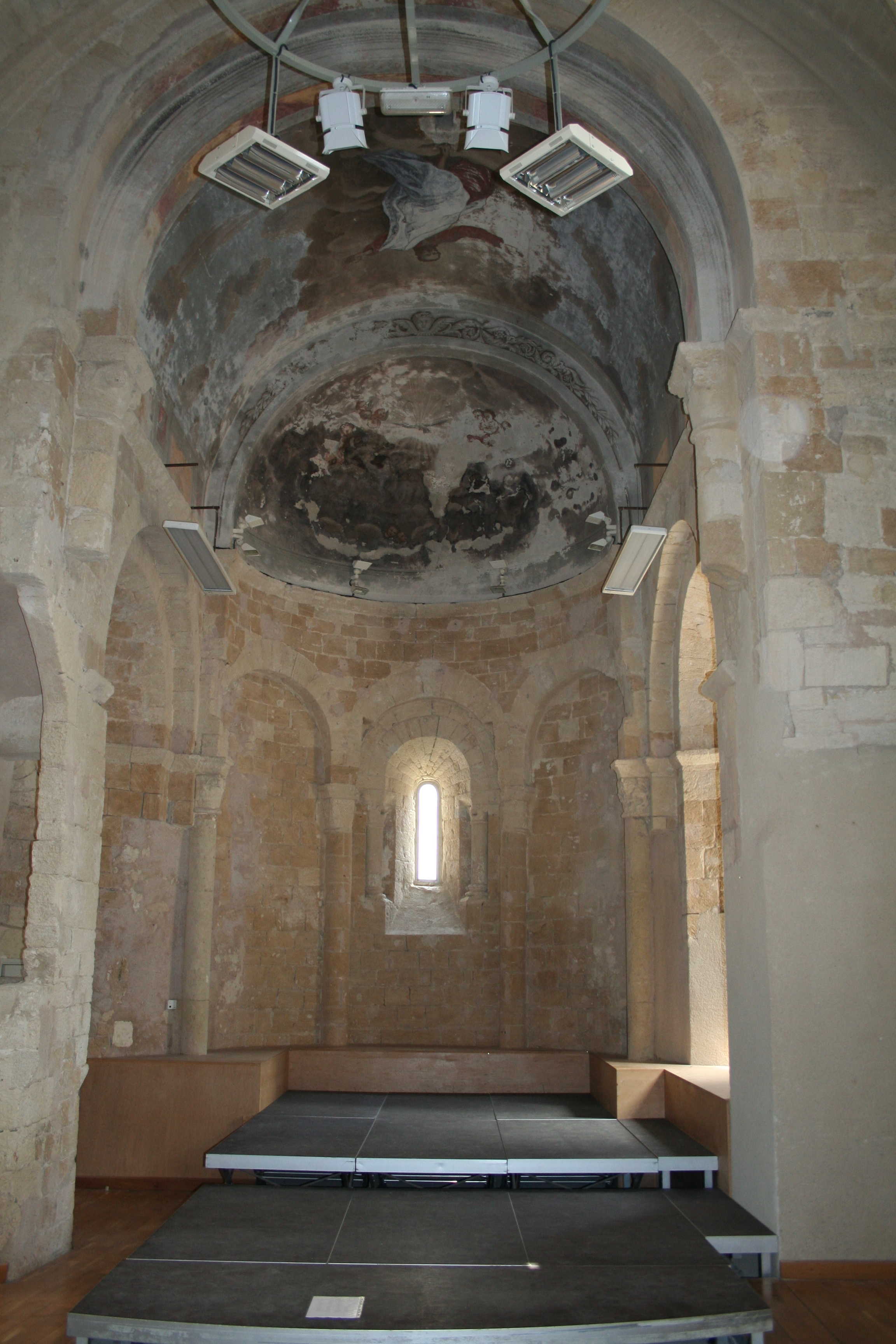
Ehemalige Kirche Saint-Génies, Chor
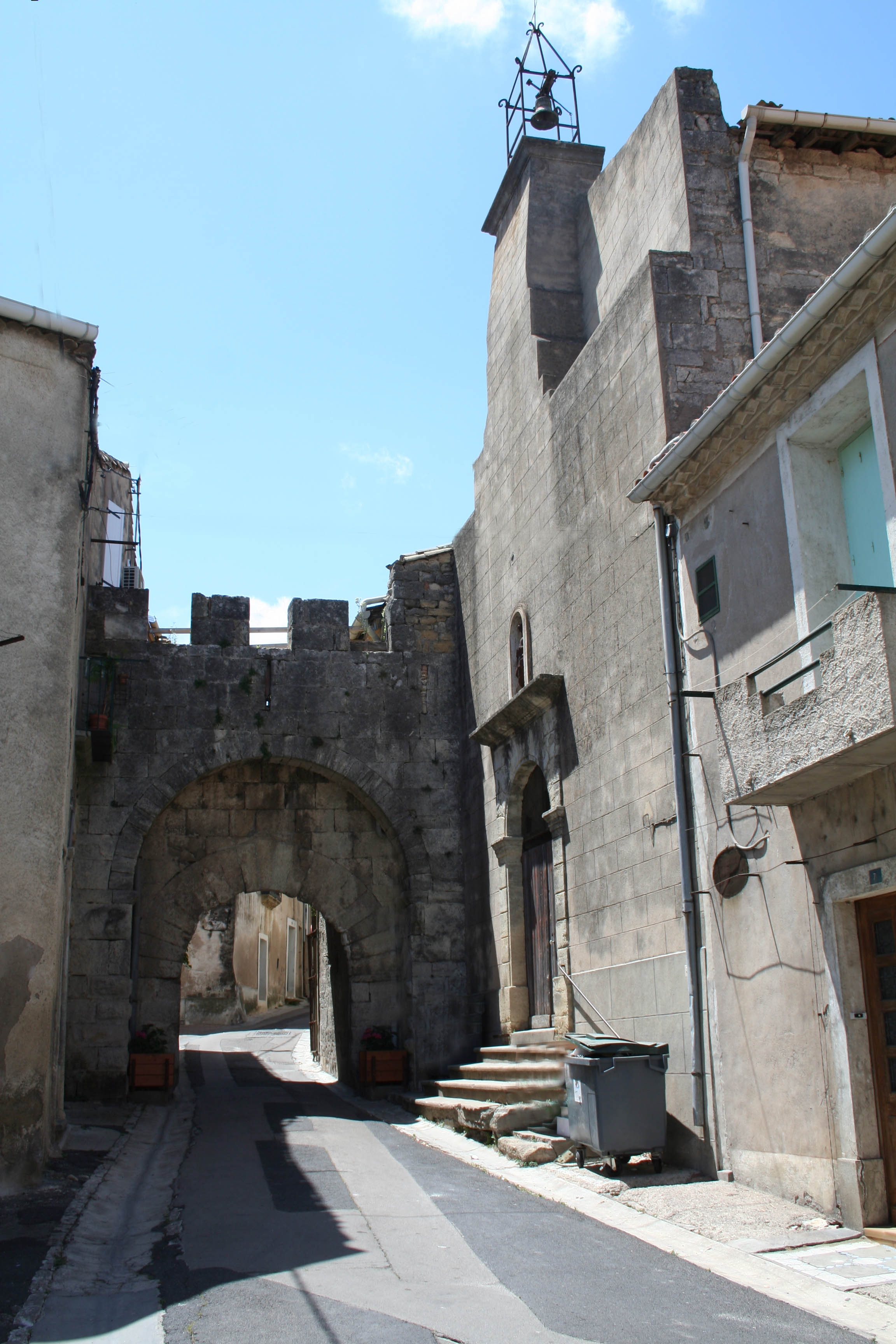
Kapelle der Pénitents blancs